# ISO 3166-2:JP
ISO 3166-2:JP là mục ISO 3166-2 của Nhật Bản, và là một phần của tiêu chuẩn ISO 3166 do Tổ chức tiêu chuẩn hóa quốc tế (ISO) quản lý, đóng vai trò như mã địa lý xác định các tên gọi của các đơn vị hành chính cấp cao nhất (ví dụ: tỉnh hay bang) của tất cả các quốc gia đã được mã hóa ISO 3166-1.
Đối với Nhật Bản, ISO 3166-2 xác định mã địa lý của 47 tỉnh.
Mỗi mã bao gồm hai phần, cách nhau bằng dấu gạnh nối. Phần đầu là JP, mã ISO 3166-1 alpha-2 của Nhật Bản. Phần hai gồm hai con số (01–47), đó là mã JIS X 0401 dành cho các tỉnh chiếu theo Tiêu chuẩn công nghiệp Nhật Bản. Các mã này được xếp theo thứ tự tỉnh từ bắc xuống nam.

## Mã hiện tại
Tên của các đơn vị hành chính được viết theo tiêu chuẩn ISO 3166-2 do Cơ quan bảo trì ISO 3166 (ISO 3166/MA) ban hành.

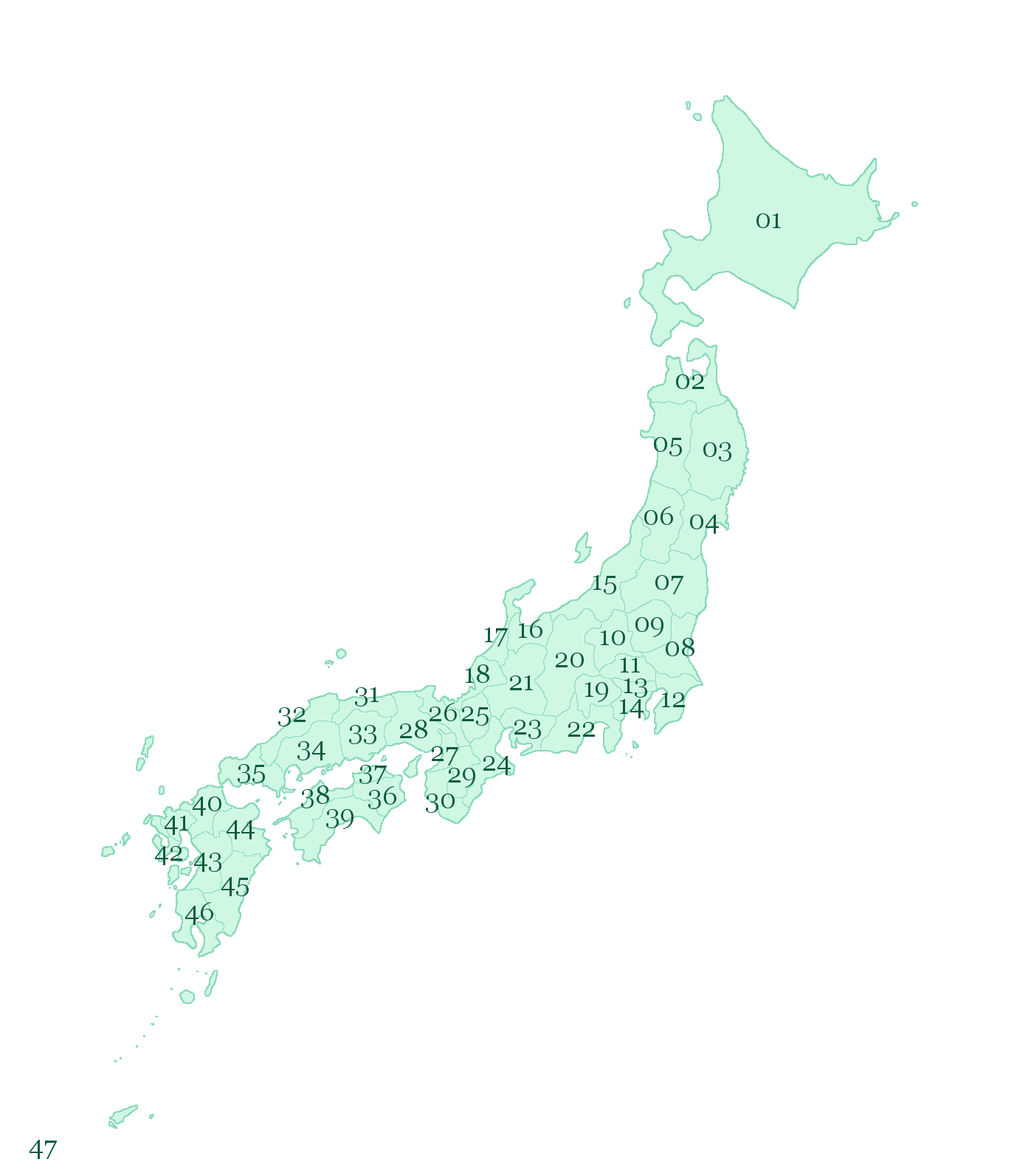
Bản đồ Nhật Bản biểu thị từng tỉnh với phần thứ hai trong mã ISO 3166-2 tương ứng của nó.

| Mã    | Tên đơn vị |
| ----- | ---------- |
| JP-23 | Aichi      |
| JP-05 | Akita      |
| JP-02 | Aomori     |
| JP-38 | Ehime      |
| JP-21 | Gifu       |
| JP-10 | Gunma      |
| JP-34 | Hiroshima  |
| JP-01 | Hokkaidō   |
| JP-18 | Fukui      |
| JP-40 | Fukuoka    |
| JP-07 | Fukushima  |
| JP-28 | Hyōgo      |
| JP-08 | Ibaraki    |
| JP-17 | Ishikawa   |
| JP-03 | Iwate      |
| JP-37 | Kagawa     |
| JP-46 | Kagoshima  |
| JP-14 | Kanagawa   |
| JP-39 | Kōchi      |
| JP-43 | Kumamoto   |
| JP-26 | Kyōto      |
| JP-24 | Mie        |
| JP-04 | Miyagi     |
| JP-45 | Miyazaki   |
| JP-20 | Nagano     |
| JP-42 | Nagasaki   |
| JP-29 | Nara       |
| JP-15 | Niigata    |
| JP-44 | Ōita       |
| JP-33 | Okayama    |
| JP-47 | Okinawa    |
| JP-27 | Ōsaka      |
| JP-41 | Saga       |
| JP-11 | Saitama    |
| JP-25 | Shiga      |
| JP-32 | Shimane    |
| JP-22 | Shizuoka   |
| JP-12 | Chiba      |
| JP-09 | Tochigi    |
| JP-36 | Tokushima  |
| JP-13 | Tōkyō      |
| JP-31 | Tottori    |
| JP-16 | Toyama     |
| JP-30 | Wakayama   |
| JP-06 | Yamagata   |
| JP-35 | Yamaguchi  |
| JP-19 | Yamanashi  |